# ФК Работнички
ФК Работнички е футболен клуб от град Скопие, Северна Македония. Играе домакинските си срещи на Национална арена „Филип II Македонски“ с червено-бели екипи.

## История
Отборът е основан през 1937 г. като СК Раднички Скопие. Считан е за „футболен клуб на жп“. Той започва да се състезава през 1938/39 във Втора лига на Скопската футболна субасоциация, като завършва 4-ти от 5 отбора. Въпреки това на следващия сезон Раднички печели лигата без никакви поражения сред 6 отбора и с голова разлика 45:6, като по този начин печели промоция за Първа лига на Скопската футболна субасоциация. Сезон 1940/41 е прекъснат поради началото на Втората световна война. По това време Работнички има една победа, две равенства и една загуба.
След края на войната дълго време Работнички участва във Втора лига и македонската Републиканска лига. Отборът взима участие и в Първа федерална лига на СФР Югославия в продължение на две години. След независимостта на Северна Македония, Работнички е постоянен участник в македонската Първа лига. Във всички тези години от основаването си през 1937 г., Работнички винаги е сред най-добрите клубове и винаги е бил добър представител на македонския футбол в Европа. Най-успешните години на клуба са тези между 2001 г. и 2008 г., когато Работнички е придобит от известната компания „Kometal“ и носи името „Работнички Кометал“. През 2002/03 отбора завършва на второ място в първенството и се състезава в турнира за Купата на УЕФА. През 2004/05 печели титлата и се състезава в квалификациите за Шампионската лига, а през 2007/08, тимът печели дубъл. „Kometal“ и Трифун Костовски оставят Работнички и поемат Вардар през 2008 г.
През юли 2011 г., Работнички е обявен за най-добрия клуб в света за този месец от IFFHS. Победната серия на пет мача в Лига Европа, от които четири са през юли, както и една победа срещу Брегалница Щип в първия кръг на местните първенства, е достатъчна за Международната федерация по футболна история и статистика, за да назове Работнички „най-добър клуб в света за месец юли 2011 г.“
През март 2012 г., с 674 точки включени в списъка на IFFHS, Работнички става най-добрият клуб от Македония през XXI век. На 11 май 2014 г., Работнички спечелва четвъртата си титла.

## Отличия
Македонска републиканска футболна лига:
- Победител (6): 1952, 1966, 1968, 1973, 1977, 1980

 Първа лига:
- Шампион (4): 2004/05, 2005/06, 2007/08, 2013/14
- Вицешампион (3): 2006/07, 2009/10, 2014/15
- Бронзов медалист (3): 1999/00, 2016/17, 2017/18

 Втора лига:
- Победител (1): 1997/98

 Македонска републиканска купа:
- Носител (5): 1954, 1957, 1974, 1983, 1988

 Купа на Македония:
- Носител (4): 2008, 2009, 2014, 2015

## Участия в ЕКТ
| Сезон   | Турнир          | Кръг     |  | Отбор            | Резултат |  |
| ------- | --------------- | -------- |  | ---------------- | -------- |  |
| 2000/01 | Купа на УЕФА    | Кв. кръг |  | Ворскла          | 0:2, 0:2 |  |
| 2005/06 | Шампионска лига | 1 кръг   |  | Сконто           | 6:0, 0:1 |  |
| 2005/06 | Шампионска лига | 2 кръг   |  | Локомотив Москва | 1:1, 0:2 |  |
| 2006/07 | Шампионска лига | 1 кръг   |  | Ф91 Дюделанж     | 1:0, 0:0 |  |
| 2006/07 | Шампионска лига | 2 кръг   |  | Дебрецен         | 1:1, 4:1 |  |
| 2006/07 | Шампионска лига | 3 кръг   |  | Лил              | 0:3, 0:1 |  |
| 2006/07 | Купа на УЕФА    | R1       |  | Базел            | 2:6, 0:1 |  |
| 2007/08 | Купа на УЕФА    | 1 кръг   |  | Горица           | 2:1, 2:1 |  |
| 2007/08 | Купа на УЕФА    | 2 кръг   |  | Зрински Мостар   | 0:0, 2:1 |  |
| 2007/08 | Купа на УЕФА    | 1 кръг   |  | Болтън           | 1:1, 0:1 |  |
| 2008/09 | Шампионска лига | 1 кръг   |  | Интер Баку       | 1:1, 0:0 |  |
| 2009/10 | Лига Европа     | 2 кръг   |  | Крусейдърс       | 1:1, 4:2 |  |
| 2009/10 | Лига Европа     | 3 кръг   |  | Оденсе Болдклуб  | 3:4, 0:3 |  |
| 2010/11 | Лига Европа     | 1 кръг   |  | Лузитанос        | 5:0, 6:0 |  |
| 2010/11 | Лига Европа     | 2 кръг   |  | Мика             | 1:0, 0:0 |  |
| 2010/11 | Лига Европа     | 3 кръг   |  | Ливърпул         | 0:2, 0:2 |  |
| 2011/12 | Лига Европа     | 1 кръг   |  | Нарва Транс      | 4:1, 3:0 |  |
| 2011/12 | Лига Европа     | 2 кръг   |  | Ювенес/Догана    | 1:0, 3:0 |  |
| 2011/12 | Лига Европа     | 3 кръг   |  | Анортозис        | 2:0, 1:2 |  |
| 2011/12 | Лига Европа     | плейоф   |  | Лацио            | 0:6, 1:3 |  |
| 2014/15 | Шампионска лига | 2 кръг   |  | ХЯК Хелзинки     | 0:0, 1:2 |  |
| 2015/16 | Лига Европа     | Q1       |  | Флора Талин      | 2:0, 0:1 |  |
| 2015/16 | Лига Европа     | 2 кръг   |  | Йелгава          | 2:0, 0:1 |  |
| 2015/16 | Лига Европа     | 3 кръг   |  | Трабзонспор      | 1:0, 1:1 |  |
| 2015/16 | Лига Европа     | плейоф   |  | Рубин Казан      | 1:1, 0:1 |  |

## Привърженици
Работнички има две известни фен фракции. „Легия V“ е създадена през 2008 г. Те следват клуба навсякъде и поддържат играчите във всеки мач. Преди 2008 г. съществува група, наречена „Романтичари“ (формирана през 2001 г.), която се разпада. Групата на привържениците „Дебър маало“ е формирана за финала за купата на Македония срещу ФК Македония Гьорче Петров през 2009 г.

## Бългаски футболисти
- Мартин Газиев: 2012 - (4 мача -  0 гола)
- Божидар Стойчев: 2014
- Петър Петров: 2014
- Емил Виячки: 2018/19 - (17 мача - 2 гола)
- Николай Дюлгеров: 2019 - (3 мача - 0 гола)